# Lewis MacDougall
Lewis John Moir MacDougall (* 5. června 2002, Edinburgh, Skotsko, Spojené království) je skotský filmový herec. Poprvé se na plátně představil roku 2015 ve vedlejší roli ve filmu Pan, do té doby vystupoval pouze v malé divadelní skupině The Drama Studio. Poté si zahrál hlavní roli ve filmu Volání netvora: Příběh života (2016), kde ztvárnil třináctiletého Connora, jehož matka umírá na rakovinu. Samotnému MacDougallovi přitom přibližně rok před natáčením tohoto snímku zemřela jeho vlastní máma na roztroušenou sklerózu. MacDougall také hrál jednu z hlavních rolí ve filmu Boundaries (2018).

## Filmografie
| Rok  | Název                         | Role           | Poznámky    |
| ---- | ----------------------------- | -------------- | ----------- |
| 2015 | Pan                           | Nibs           |             |
| 2016 | Volání netvora: Příběh života | Conor O'Malley | Hlavní role |
| 2018 | Boundaries                    | Henry          | Hlavní role |
| 2018 | The Belly of the Whale        | Joey Moody     | Natáčí se   |